# Austvågøy
Austvågøy è un'isola appartenente all'arcipelago delle Lofoten, in Norvegia.
L'isola è divisa fra i comuni di Hadsel e Vågan nella contea del Nordland e ha una popolazione di 9 274 abitanti (2017).

## Geografia
Austvågøya a ovest è separata da Gimsøya dallo stretto di Gimsøystraumen e ad est il Raftsundet la separa dall'isola di Hinnøya, entrambi gli stretti sono collegati da ponti della Strada europea E10 che attraversa tutta l'isola, a nord nella parte orientale e a sud nella parte occidentale.
L'isola una superficie di 526,7 km² e si estende fino a 40 km nella direzione Est-Ovest e 30 km da Nord a Sud. Austvågøy è, per larga parte, montagnosa e presenta alcune pianure quasi esclusivamente nello stretto vicino alla costa. Nella parte orientale dell'isola è presente la montagna più alta delle intere Lofoten, Higravstinden (1146 m). Svartsundtindan (1050 m), Trolltindan (1045 m) e Olsanestind (1000 m) sono altri rilievi sempre situati a Est, mentre il famoso Vågakallen (942 m) è situato nella parte sud-occidentale dell'isola. Austvågøy è molto famosa tra gli alpinisti. Inoltre, sull'isola vi è il famoso fiordo chiamato Trollfjord, situato nella zona orientale.
La cittadina principale dell'isola è Svolvær che ha circa 4 500 abitanti e dispone di un aeroporto, è inoltre uno degli scali dei traghetti Hurtigruten. La cittadina di Henningsvaer si trova su alcune piccole isole nella parte sud-occidentale
Nel centro abitato di Kabelvåg si trova la Vågan Kirke risalente al 1898 che è la seconda chiesa di legno più grande della Norvegia.